# لمنیسکوس خارجی
لمنیسکوس خارجی (به انگلیسی: Lateral Lemniscus) مجرایی از آکسون‌ها در ساقه مغز است که اطلاعات مربوط به صدا را از هسته حلزونی مغز به هسته‌های مختلف ساقه مغز و در نهایت به کولیکولوس تحتانی از میان‌مغز (که به طور مجاور-مقابلی نسبت به هم قرار دارند) منتقل می کند. سه گروه سلولی مجزا، که در مرتبه اول بازدارنده اند، در این الیاف پراکنده شده و از این رو به هسته‌های لمنیسکوس خارجی نامگذاری شده اند.